# Агро (Синьків)
Футбольний клуб «Агро» або просто «Агро» — аматорський футбольний клуб із села Синьків Заліщицького району Тернопільської області. Команда виступає в Чемпіонаті та Кубку Заліщицького району з футболу, а також брала участь у Кубку України з футболу серед аматорів.

## Історія
Футбольний клуб засновано у 2015 році. Спонсором команди є один із найбільших на території України тепличних комплексів «DF Agro», що належить бізнесмену, уродженцю Синькова Дмитру Фірташу.
Свій перший в історії офіційний матч ФК «Агро» провів у Соснівці, що на Львівщині, проти місцевого «Гірника» 12 серпня 2015 року в рамках Аматорського Кубку України 2015 року. Автором першого забитого м'яча у ворота суперників в офіційних матчах є нападник Артем Мостовий (35 хвилина матчу). В цьому матчі «Агро» зазнало поразки з рахунком 1:2, а у матчі-відповіді, який зібрав на стадіоні у Синькові 2700 глядачів, суперники зіграли внічию 2:2. Таким чином, клуб із Синькова припинив боротьбу вже на стадії 1/16 фіналу  аматорського Кубку України, поступившись майбутньому переможцю цього турніру.
Наприкінці 2015 року стало відомо, що ФК «Агро» та ще 13 клубів подали заявки до ПФЛ з метою отримання професійного статусу та отримання атестату для участі в Чемпіонаті України серед клубів Другої ліги. Але навесні 2016 року стало відомо, що серед 14 клубів, які подали заявки для атестації клубу на участь у Другій лізі, лише 7 команд продовжили цю процедуру. Серед цих клубів ФК «Агро» вже не значився.
Клуб має у своєму розпорядженні декілька футбольних полів зі штучним покриттям газону та футбольну інфраструктуру хорошого рівня.

## Досягнення
- Аматорський Кубок України:

2015 — 1/16 фіналу